# Chantal Gibney
Chantal Zita Gibney (ur. 28 grudnia 1980 w Dublinie) – irlandzka pływaczka, olimpijka z Sydney.

## Przebieg kariery
W 2000 roku brała udział w mistrzostwach Europy, gdzie dwukrotnie zdołała zakwalifikować się do półfinałowej części zmagań. W konkurencji pływackiej 100 m stylem dowolnym była na 16. pozycji, natomiast w konkurencji 200 m tym samym stylem uplasowała się na 10. pozycji w klasyfikacji końcowej. Startowała w letniej olimpiadzie w Sydney, gdzie uczestniczyła w czterech konkurencjach pływackich st. dowolnym – na dystansie 50 m uzyskała czas 0:27,46 plasujący ją na 48. pozycji, na dystansie 100 m uzyskała czas 0:58,79 plasujący ją na 42. pozycji, na dystansie 200 m uzyskała czas 2:05,24 i zajęła 28. pozycję, natomiast na dystansie 400 m uzyskała rezultat czasowy 4:23,73 i z nim znalazła się na 34. pozycji.
W 2001 jedyny raz w karierze brała udział w mistrzostwach świata, w ramach startowała w trzech konkurencjach: 50, 100 oraz 200 metrów stylem dowolnym. Zajęła odpowiednio 44., 36. oraz 33. pozycję. Rok później drugi raz w karierze reprezentowała swój kraj na mistrzostwach Europy, jednak odnotowała gorsze rezultaty niż w poprzednim występie, m.in. odpadając w części eliminacyjnej w każdej z konkurencji, w której startowała. Ostatni występ zawodniczki miał miejsce w Dublinie, gdzie podczas rozgrywanych tu mistrzostw Europy w pływaniu na basenie 25-metrowym zajęła 9. pozycję w konkurencji sztafety 4x50 m techniką zmienną, dzięki czasowi 1:53,95.

## Rekordy życiowe
| Konkurencja             | Data            | Miejsce    | Rezultat   |
| Basen 50 m              | Basen 50 m      | Basen 50 m | Basen 50 m |
| ----------------------- | --------------- | ---------- | ---------- |
| 50 m stylem dowolnym    | 8 lipca 2000    | Helsinki   | 0:27,01    |
| 100 m stylem dowolnym   | 4 lipca 2000    | Helsinki   | 0:57,43    |
| 200 m stylem dowolnym   | 7 lipca 2000    | Helsinki   | 2:02,83    |
| 400 m stylem dowolnym   | 4 sierpnia 2002 | Berlin     | 4:21,12    |
| 4x100 m stylem dowolnym | 4 lipca 2000    | Helsinki   | 3:55,07    |

Źródło: 